# Campionato del mondo di scacchi lampo 2024
Il Campionato del mondo di scacchi lampo 2024 (nome ufficiale FIDE Open World Blitz Championship 2023) è stata la 17ª edizione ufficiale dei mondiali blitz. Il torneo viene disputato a New York, negli Stati Uniti d'America dal 30 al 31 dicembre 2024. L'evento si è svolto in concomitanza con il corrispettivo femminile ed è stato preceduto dai mondiali rapidi assoluto e femminile, che si sono svolti nello stesso luogo. Il campione uscente era Magnus Carlsen che si era aggiudicato le ultime due edizioni.
Il titolo è stato assegnato a pari merito al campione uscente Magnus Carlsen (terzo consecutivo) e a Jan Nepomnjaščij per decisione della FIDE. Per Nepomnjaščij è stato il primo titolo mondiale considerate le tre cadenze riconosciute ufficialmente dalla federazione internazionale.

## Formula
Il torneo era composto di una prima fase di 13 turni a sistema svizzero e una seconda fase ad eliminazione diretta tra i primi otto classificati, con match di quattro partite totali. Il tempo di gioco era di tre minuti per ciascun giocatore e due secondi di incremento a mossa.
Potevano partecipare all'evento:
1. Coloro che avevano raggiunto almeno i 2 550 punti Elo FIDE in una delle tre cadenze "Standard", "Rapid" e "Blitz";
2. Tutti i campioni nazionali in carica a qualsiasi cadenza;
3. Invitati dalla FIDE;
4. Invitati dall'organizzatore dell'evento.

### Spareggi
Per la prima fase a sistema svizzero sarebbero valsi i seguenti spareggi tecnici:
1. Buchholz tagliato;
2. Buchholz totale;
3. AROC 1;[N 1]
4. Scontri diretti, classifica avulsa;
5. Sorteggio.

Per la seconda fase a eliminazione diretta, un match conclusosi con la parità avrebbe previsto:
1. Una partita secca con tempo tre minuti a testa e due secondi di incremento a mossa da mossa 1, sorteggiando il bianco;
2. In caso di ulteriore parità, si sarebbe ricorso a un'ulteriore partita secca come la precedente, ma a colori invertiti;
3. In caso di parità anche a colori invertiti, si sarebbe proseguito ripetendo il punto 1 ed eventualmente il punto 2 fino a che non fosse emerso un vincitore.

## Montepremi
Il montepremi totale era di USD 450 000 così suddivisi:
| P.    | Premio     | P.      | Premio    |
| ----- | ---------- | ------- | --------- |
| 1º    | 90 000 USD | 10º     | 9 000 USD |
| 2º    | 70 000 USD | 11º-15º | 7 000 USD |
| 3º-4º | 42 000 USD | 16º-20º | 5 000 USD |
| 5º-8º | 20 000 USD | 21º-30º | 3 000 USD |
| 9º    | 11 000 USD | 31º-40º | 1 600 USD |

## Risultati

### Fase a girone unico
Classifica dopo 13 turni (prime otto posizioni):
| P. | Nome                       | Elo B | Punti | TB1   | TB2   | TB3  |
| -- | -------------------------- | ----- | ----- | ----- | ----- | ---- |
| 1  | Jan Nepomnjaščij (FIDE)    | 2770  | 9,5   | 102,5 | 107,5 | 2699 |
| 2  | Fabiano Caruana (USA)      | 2796  | 9,5   | 101   | 107   | 2721 |
| 3  | Magnus Carlsen (Norvegia)  | 2890  | 9,5   | 101   | 107   | 2715 |
| 4  | Wesley So (USA)            | 2803  | 9,5   | 100,5 | 107   | 2697 |
| 5  | Alireza Firouzja (Francia) | 2871  | 9,5   | 100,5 | 106   | 2723 |
| 6  | Hans Niemann (USA)         | 2709  | 9,5   | 99    | 104,5 | 2701 |
| 7  | Jan-Krzysztof Duda (POL)   | 2776  | 9,5   | 97,5  | 103,5 | 2677 |
| 8  | Volodar Murzin (FIDE)      | 2629  | 9,5   | 95,5  | 99,5  | 2639 |
| 9  | Daniel Naroditsky (USA)    | 2711  | 9,5   | 92    | 97    | 2593 |
| 10 | Daniil Dubov (FIDE)        | 2784  | 9,5   | 91,5  | 101   | 2648 |

### Fase a eliminazione diretta

#### Tabellone
|  | Quarti di finale | Quarti di finale | Quarti di finale |         |     | Semifinali   | Semifinali | Semifinali |  |  | Finale | Finale | Finale |  |
|  |                  |                  |                  |         |     |              |            |            |  |  |        |        |        |  |
|  | 1                | Nepomnjaščij     | 2,5              |         |     |              |            |            |  |  |        |        |        |  |
|  | 1                | Nepomnjaščij     | 2,5              |         |     |              |            |            |  |  |        |        |        |  |
|  | 8                | Murzin           | 0,5              |         |     |              |            |            |  |  |        |        |        |  |
|  | 8                | Murzin           | 0,5              |         | 1   | Nepomnjaščij | 3          |            |  |  |        |        |        |  |
|  |                  |                  |                  |         | 1   | Nepomnjaščij | 3          |            |  |  |        |        |        |  |
|  |                  |                  | 4                | So      | 2   |              |            |            |  |  |        |        |        |  |
|  | 5                | Firouzja         | 4                | So      | 2   | 1            |            |            |  |  |        |        |        |  |
|  | 5                | Firouzja         |                  |         |     |              |            |            |  |  |        |        |        |  |
|  | 4                | So               | 3                |         |     |              |            |            |  |  |        |        |        |  |
|  | 4                | So               | 3                |         | 1   | Nepomnjaščij | 3,5        |            |  |  |        |        |        |  |
|  |                  |                  |                  |         |     |              |            |            |  |  |        |        |        |  |
|  |                  |                  | 3                | Carlsen | 3,5 |              |            |            |  |  |        |        |        |  |
|  | 3                | Carlsen          | 3                | Carlsen | 3,5 | 2,5          |            |            |  |  |        |        |        |  |
|  | 3                | Carlsen          |                  |         |     |              |            |            |  |  |        |        |        |  |
|  | 6                | Niemann          | 1,5              |         |     |              |            |            |  |  |        |        |        |  |
|  | 6                | Niemann          | 1,5              |         | 3   | Carlsen      | 3          |            |  |  |        |        |        |  |
|  |                  |                  |                  |         | 3   | Carlsen      | 3          |            |  |  |        |        |        |  |
|  |                  |                  | 7                | Duda    | 0   |              |            |            |  |  |        |        |        |  |
|  | 7                | Duda             | 7                | Duda    | 0   | 2,5          |            |            |  |  |        |        |        |  |
|  | 7                | Duda             |                  |         |     |              |            |            |  |  |        |        |        |  |
|  | 2                | Caruana          | 0,5              |         |     |              |            |            |  |  |        |        |        |  |

## Jeansgate
In seguito al jeansgate, Magnus Carlsen aveva inizialmente stabilito di non partecipare al mondiale lampo che si sarebbe svolto due giorni dopo. Tuttavia dopo alcuni colloqui telefonici avvenuti tra l'ex campione del mondo e i vertici della FIDE, Carlsen ha ottenuto maggiore tolleranza nel rispetto del dress-code del torneo, potendo disputare l'intero mondiale lampo con i pantaloni di jeans, invece dei pantaloni classici da uomo.

## Controversia Dubov contro Niemann
Nel turno dieci Daniil Dubov non si presenta alla partita contro Hans Niemann, perdendo la partita a forfait in favore di quest'ultimo. La sconfitta costerà al grande maestro russo la qualificazione alla fase ad eliminazione diretta. La ragione ufficiale della sconfitta a tavolino è che Dubov si sarebbe addormentato in albergo dopo il turno precedente, tuttavia è successivamente emerso che il russo abbia voluto evitare volontariamente di giocare la sua partita con Niemann, a causa della controversia Carlsen-Niemann, quando il grande maestro americano venne accusato di essere un baro dall'allora campione del mondo Magnus Carlsen. A conclusione della fase a girone unico, Niemann ha proposto attraverso i social un incontro di scacchi tra egli stesso e Dubov a cadenza lampo, con in palio diecimila dollari statunitensi, ricevendo in risposta la proposta di Dubov di accettare di giocare soltanto se Niemann si fosse sottoposto alla macchina della verità.

## Due campioni del mondo
Nella finale del torneo Magnus Carlsen conduce subito il match portandosi sul parziale di 2-0 nei confronti dell'altro finalista Jan Nepomnjaščij, il quale, tuttavia, riesce a rimontare portandosi sul 2-2, nonostante all'ex campione del mondo assoluto bastasse la patta per aggiudicarsi il titolo lampo. Il regolamento prevedeva una serie di partite secche con la stessa cadenza come forma di spareggio: il titolo sarebbe stato appannaggio di colui che avesse vinto per primo una delle partite di spareggio. Giocate le prime tre partite di spareggio senza che si raggiungesse un verdetto, Carlsen propone al suo avversario e al direttore di gara di poter condividere il titolo. Non essendo previsto dal regolamento, la proposta viene inoltrata dall'arbitro al presidente della FIDE Arkadij Dvorkovič, che ascoltati il direttore di gara e i due finalisti acconsente alla condivisione del titolo. È la prima volta che un titolo mondiale ufficiale del gioco degli scacchi viene condiviso tra due contendenti.